# Puits sacré de Predio Canopoli
Le puits sacré de Predio Canopoli est un  des monuments historiques nuragiques les plus raffinés liés au culte de l'eau,  de type puits sacré nuragique.
Il est situé en Sardaigne, du centre historique de Perfugas, dans la province de Sassari, en face de l'église paroissiale de Santa Maria degli Angeli. La culture nuragique a laissé près de 8000 lieux de culte de l’eau et des ancêtres, tous les deux kilomètres carrés sur l'île de Sardaigne,. Dans ces puits et donjons en blocs massifs pouvant s'élever de quatre étages, les fouilles ont exhumé des centaines de statuettes de bronze en coulée de cire perdue mesurant jusqu'à 39 cm et représentant la vie quotidienne des différentes classes sociales, des animaux, divinités, musiciens et navires,,.

## Découvertes et fouilles
Datant de l'âge du bronze moyen, le puits sacré de Predio Canopoli est exhumé par hasard en 1923, lors d'une recherche d'eau du propriétaire. Des fouilles sont effectuées l'année suivante par l'archéologue Antonio Taramelli. 

## Description
Les structures des murs ont été érigées selon la technique isodomique en utilisant des pierres de taille calcaires parfaitement équarries, probablement extraites des carrières proches de Laerru. Selon le schéma habituel pour le type de bâtiment, il se compose d'un atrium, puis d'un escalier descendant en direction d'une chambre à puits. L'atrium rectangulaire est large de 270 cm et long de 188 cm, avec un sol pavé et des sièges en pierre travaillée sur les deux murs. 
Au centre, un autre bloc de pierre calcaire travaillée, peut-être une table sacrificielle, avec un plateau et un canal pour l'écoulement des liquides.
Au bas du vestibule, on accède à l'escalier étroit, composé de huit marches, qui mène à la chambre du puits, cette dernière ayant un plan circulaire et une section tronconique d'un diamètre de 170-160 cm et d'une hauteur de 275 cm. La chambre du puits, aujourd'hui haute, était probablement à l'origine recouverte d'un tholos et avait une hauteur estimée à environ 4-4,5 mètres.
Les pierres à l'extérieur du puits sacré présentent deux bossages circulaires en relief de signification incertaine, peut-être destinés à faciliter le transport ou simplement à une fonction ornementale.
Le puits sacré fait partie d'un complexe qui comprend les vestiges d'une enceinte constituée de gros blocs de trachyte (themenos), construite sur les ruines d'un temple préexistant à Mégaron. Dans les environs immédiats se trouvent également les vestiges de quelques cabanes, avec des maisons superposées de l'époque romaine.

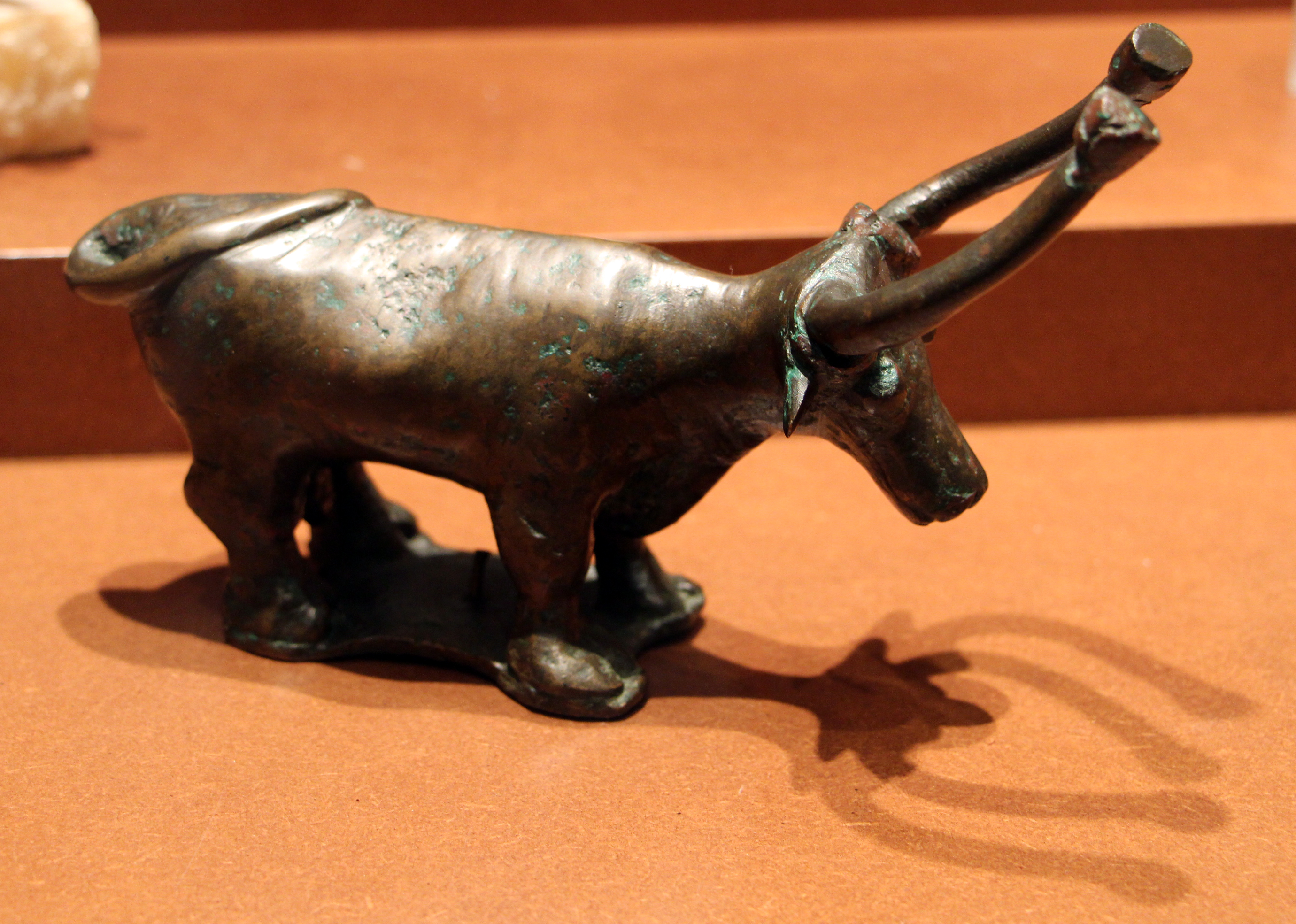
Bronzes nuragiques, taureau aux longues cornes, de Predio Canopoli.

Dans les fouilles effectuées en 1974 par l'archéologue Giovanni Pitzalis, plusieurs objets d'une valeur et d'une finition extraordinaires ont été trouvés, parmi lesquels le célèbre Toro, une figurine de taureau en bronze (environ VIIe – VIe siècle av. J.-C.) conservée au musée Archéologique et une sculpture ethnographique de Sassari, et un félin accroupi en os, de fabrication phénicienne (IXe – VIIIe siècle av. J.-C.).